# Alsodes valdiviensis
Alsodes valdiviensis Formas, Cuevas & Brieva, 2002 è una specie di anfibi anuri appartenente alla famiglia Alsodidae.